# Esquilino
Esquilino är en stadsdel i östra Rom och tillika ett av Roms rioni. Namnet ”Esquilino” syftar på Esquilinen.

## Kyrkobyggnader
- Sant'Alfonso de' Liguori
- Sant'Antonio Abate all'Esquilino
- Sant'Antonio da Padova all'Esquilino
- Santa Bibiana
- Santa Croce in Gerusalemme
- Cappella di Sant'Elena
- Sant'Eusebio
- San Lorenzo in Palatio ad Sancta Sanctorum
- Oratorio di Santa Margherita
- Santa Margherita Maria Alacoque
- Santa Maria Addolorata all'Esquilino
- Santa Maria del Buon Aiuto
- Santa Maria della Concezione delle Viperesche
- Santa Maria Immacolata all'Esquilino
- Oratorio del Santissimo Sacramento in Laterano
- Santi Vito e Modesto

### Rivna kyrkobyggnader
- San Giuliano all'Esquilino

## Piazzor i urval
- Piazza Vittorio Emanuele II
- Piazza Dante
- Piazza dei Cinquecento